# Anders Olsson (escritor)
Anders Olsson (n. Huddinge, 19 de junho de 1949) é um escritor, poeta e crítico literário sueco, membro da Academia Sueca desde 2008.

Juntamente com um círculo de escritores colaboradores da revista Kris, iniciou uma vaga de renovação da literatura sueca, inspirada no pós-estruturalismo continental, estudando o território de encontro da literatura com a arte e a filosofia.

## Algumas obras
- Mälden mellan stenarna (1981) [1]
- Dagar, aska (1984) [1]
- Ett mått av lycka (1998) [1]
- Läsningar av intet (2000) [2]
- Skillnadens konst (2006) [2]

## Academia Sueca
Anders Olsson ocupa a cadeira 4 da Academia Sueca, para a qual foi eleito em 2008.